# Coulangé
Pour un article plus général, voir Villeloin-Coulangé.
Coulangé est une ancienne commune d'Indre-et-Loire, réunie le 19 août 1831 à la commune de Villeloin par ordre du roi Louis Philippe, pour devenir la commune de Villeloin-Coulangé.
La commune de Villeloin faisait 15 hectares seulement. Les habitants de Coulangé, plus nombreux profitaient de 3 447 hectares. Cette disproportion justifie en partie la fusion des deux agglomérations. De plus la commune de Villeloin était enclavé par Coulangé.

## Toponymie
La paroisse de Coulangé est connue dès 859 sous le nom de Columniaco dans le cartulaire de Cormery. Le nom évolue vers Colungeaiacum en 1150 (Charte d'Engebaud, archevêque de Tours), Colengeium en 1200, Colenge en 1246, Collengeio en 1277 (chartes de l'abbaye de Villeloin), Coulanges en 1385 (Ordonnances des rois de France), Sanctus Sulpilius de Collegio (Pouillé des abbayes de France), et enfin Coulangé sur la carte de Cassini.

## Réunion de Coulangé et de Villeloin
La réunion des communes de Villeloin et de Coulangé a été officialisée par une lettre du roi Louis-Philippe le 19 août 1831.

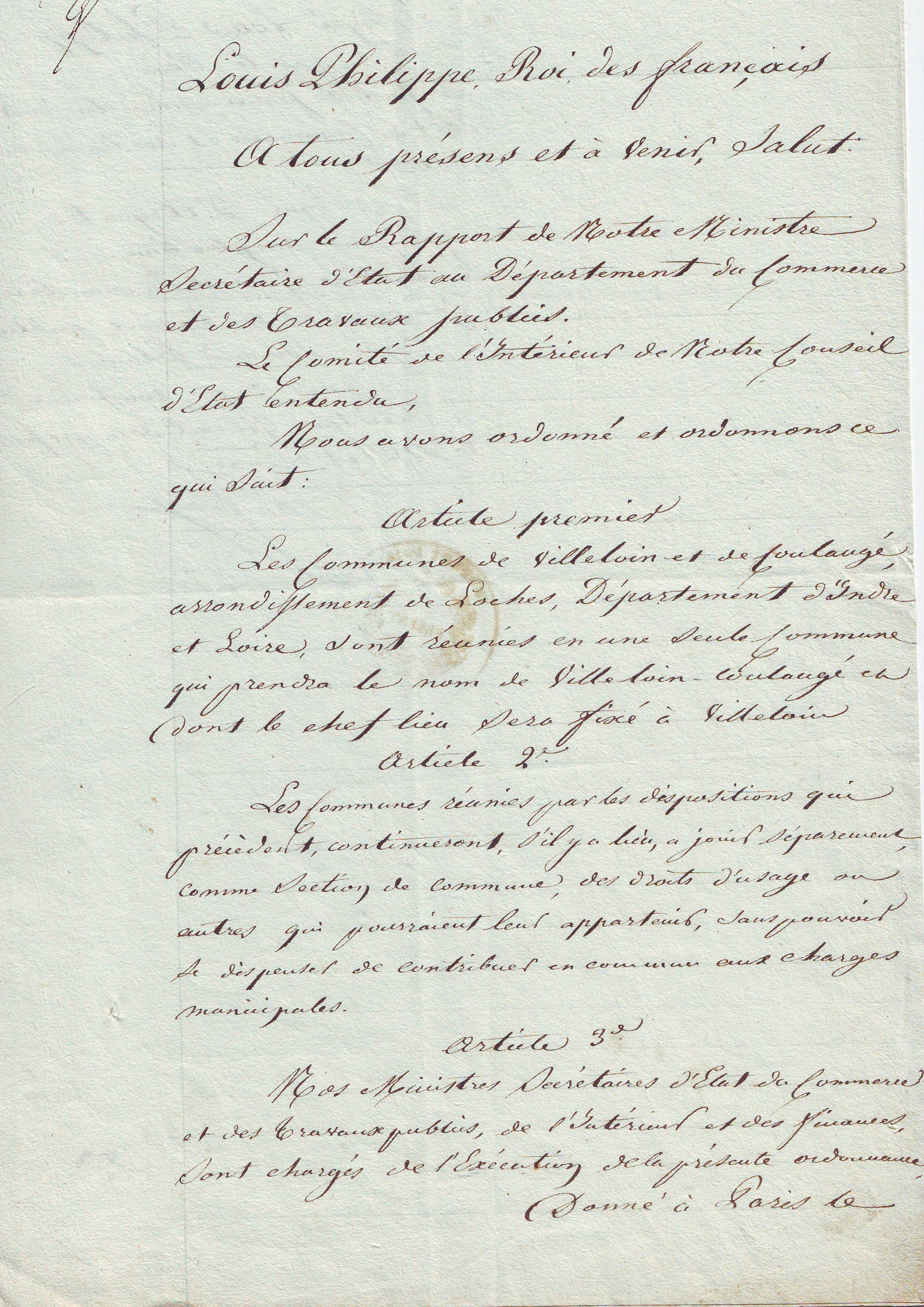
Copie conforme de la lettre de Louis Philippe, roi des Français, ordonnant la réunion des communes de Villeloin et de Coulangé. Page 1.

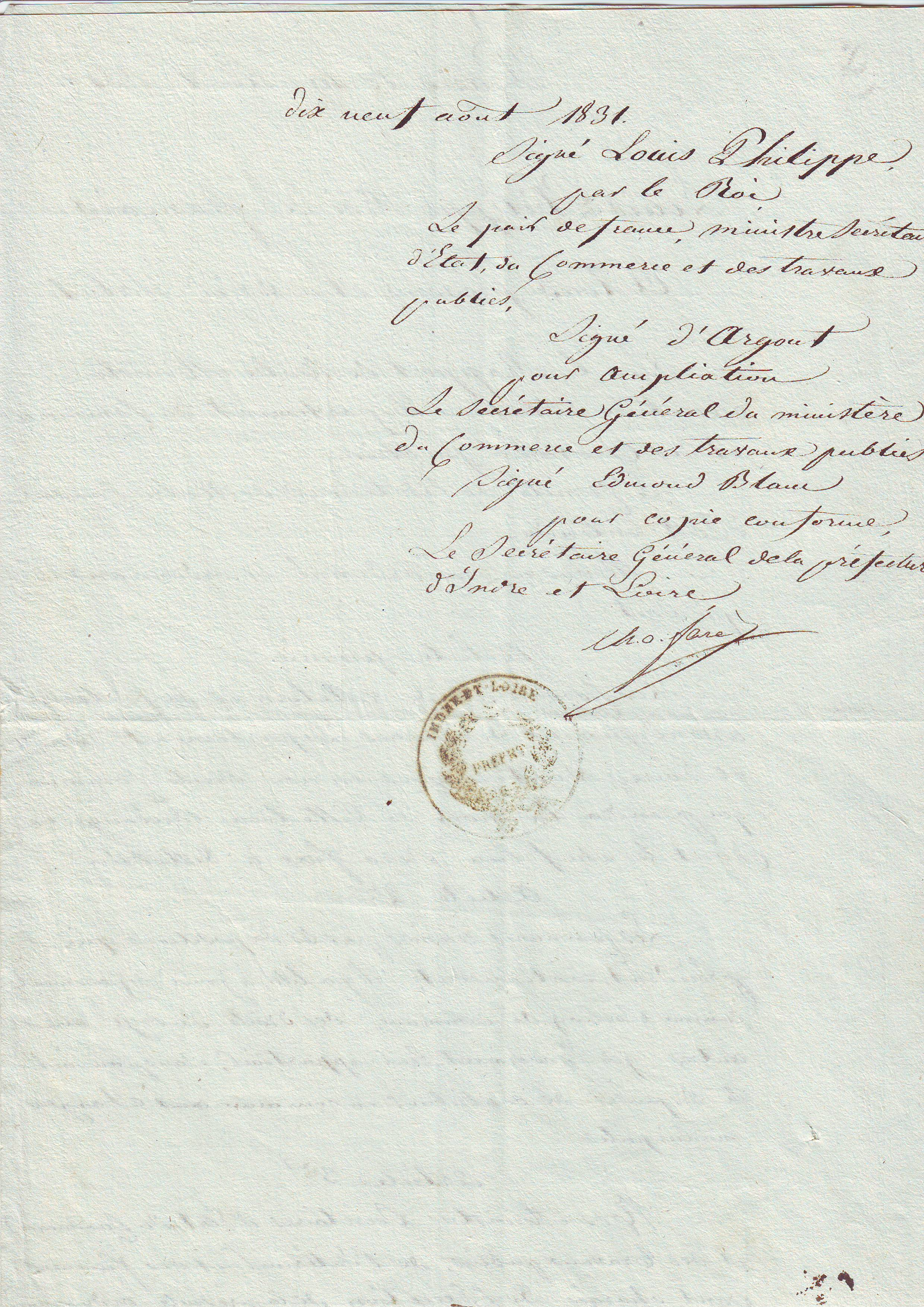
Copie conforme de la lettre de Louis Philippe, roi des Français, ordonnant la réunion des communes de Villeloin et de Coulangé. Page 2.

## Liste des maires de la commune de Coulangé
La commune de Coulangé a connu deux maires avant sa réunion avec Villeloin.
| Période        | Période           | Identité                | Étiquette | Qualité                        |
| -------------- | ----------------- | ----------------------- | --------- | ------------------------------ |
| 1793           | mars 1820 (décès) | François Lechallier     |           | Meunier                        |
| septembre 1820 | août 1831         | Jean-Jules-César Martin |           | Négociant en soirie, châtelain |

## Démographie
La démographie n'est pas connue avant 1793 et après 1831 les habitants de Coulangé sont intégrés dans la commune de Villeloin-Coulangé.
| 1793 | 1800 | 1806 | 1821 | 1831 |
| ---- | ---- | ---- | ---- | ---- |
| 701  | 844  | 797  | 694  | 652  |

Au moment de la fusion avec Villeloin, la population se répartit entre le bourg (15 maisons comptant moins de 60 habitants, soit moins de 10 %) et 42 hameaux ou lieux-dits dont 8 de quatre à dix maisons hébergeant de 20 à 40 habitants : la Challerie & la Houssaye, les Tremblaires, la Donnerie, Villiers, Villebaslin,  la Noctière, Chassenolles, les Bruyères.

## Histoire
Une église, dédiée à Saint Sulpice, existait à Coulangé, au milieu du IXe siècle. 
Un personnage de haute naissance, nommé Mainard, la légua, par testament, 
à Audacher, abbé de Cormery, pour être donnée au monastère de Villeloin.
Celui-ci fut confirmé dans cette possession par une charte d'Engebaud, archevêque de Tours, en 1150. 
L'ancienne église paroissiale, paraissant dater du XIIe siècle, est aujourd'hui à usage d'habitation. 
Avant la Révolution, une chapelle constituant un bénéfice, y était desservie. 
Claude Pillard en était titulaire, en 1734; Jean-François Cottereau, en 1735. 
Cette chapelle avait été fondée par Michel Dupuy, vers 1 700. 
La cure possédait la métairie de la Bousetterie.
Le titre curial était à la présentation de l'abbé de Villeloin.
Curés de Coulangé :
- Catherin Febvrier, 1567,
- Pierre Lasneau, 1605,
- Pierre Masson, 1620,
- René Chabot, 1651,
- Jean Moreau, 1694,
- Nicolas-Théodore Pavy, 1704,
- Froger, 1714,
- Pierre Duchesne, 1726,
- Pierre Boulay, 1755,
- Jean-Joseph Perronet, 1777, 1791,
- Lamy, 1801.

Le fief de Coulangé dépendait de la sergenterie royale de Loches, dont le siège était à Loché-sur-Indrois. 
On voit par des lettres patentes de 1412, que les habitants de cette paroisse étaient tenus, lorsqu'ils en étaient requis, de monter la garde dans la forteresse de l'abbaye de Villeloin.

## Patrimoine architectural

### Église de Coulangé
L'église de Coulangé, dont la façade occidentale est en partie masquée par une construction moderne qui a respecté seulement le clavage d'une fenêtre en plein cintre, a une nef unique terminée par une abside semi-circulaire. Les fenêtres de cette abside, circonscrites par des chevrons et un tore à l'intérieur, ont leur archivolte décorée de têtes de clou à l'extérieur. Le clocher en bâtière, épaulé de gros contreforts, est ouvert à l'étage du beffroi de grandes baies jumelles moulurées de tores.
La porte et ses vantaux ont été démontés en 1907 et transférés à l'ancienne abbaye de Villeloin. À nouveau démonté et vendu au début des années 1920, l'ensemble disparait pendant près de quatre-vingt-dix années, jusqu’à sa découverte récente dans les collections du Cloisters Museum de New-York.

### Prieuré de Grandmont Villiers
Ce monastère fut fondé en 1172 par Henri II roi d’Angleterre, et était placé sous le vocable de Notre Dame et de saint Étienne. C'était un prieuré de l'ordre de Grandmont. Il possédait divers domaine environnants, dont la métairie de Villiers, le moulin de Coulangé et une métairie en Berry.

### Château des Genêts
Le domaine des Genêts, sur la route de Nouans-les-Fontaines, était un fief relevant de Coulommiers, qui appartenait en 1503 à André de Percy. Il était encore en 1731 aux mains de la famille de Maussabré, qui l'avait hérité, par mariage, des Percy et qui le céda aux Guillemot de l'Espinasse.

## Compléments